# A Rainbow in Curved Air
A Rainbow in Curved Air, est une œuvre du compositeur américain Terry Riley écrite en 1969, pour orgue électronique et bande magnétique.

## Enregistrements
- A Rainbow in Curved Air, par Terry Riley, Columbia Records, 1969.